# 태국의 경제
태국의 경제는 정치적 어려움에도 개방화를 지속적으로 노력하여 자유무역을 시도한 경제이다.
태국은 무역에서의 개방화를 지속적으로 노력해왔으며 아세안 국가들뿐만 아니라 뉴질랜드, 오스트레일리아, 페루 등과도 자유무역협정을 맺었다. 인구는 2016년 기준으로 6820만 명이며 이 중 90.7%가 태국인, 미얀마인이 1.3%이고 나머지는 말레이인과 화교로 이뤄져 있다.
태국의 무역자유화는 태국의 상품을 여러 선진국에 수출할 수 있도록 하는 데에 큰 영향을 주었다. 1950년대와 1960년대에는 산업화를 수입대체방식(export promotion policy)으로 추진했고 농업을 병행했다. 농업을 통한 농산물의 수출 정책은 일본, 싱가포르, 대만, 대한민국이 사용했던 수출장려정책의 경우와 대비되는데, 농업은 수요 탄력성이 낮아 수출 대상국들의 소득이 증가하더라도 그 수요는 크게 증가하지 않는다. 또한 수입대체방식은 수출장려정책보다 열등하다고 평가되는데, 이는 태국의 제한적인 시장 규모라는 한계를
1970년대에는 정치적 어려움에도 불구하고 연평균 7 ~ 8%의 높은 경제성장률을 기록하기도 했다. 이는 국제무역에서의 자유화 정책에 기인한 것이었으며 면방직 산업이라는 노동집약적인 산업은 태국의 시장을 확장하는 데 큰 도움이 되었다.
1905년 라마 5세에 의해 노예제도가 폐지되었고 노예로 있던 여성들에 의해 매춘 산업이 성장했다. 1905년 합법화된 매춘은 1960년 매춘규제법이 시행되기까지 태국에서 비중이 높은 서비스 산업이었다.
태국은 28%가 삼림지대로 이뤄져 있으며 41%가량이 경작지로 이용되고 있다. 태국의 기후는 열대 몬순 기후로 강수량이 많은 편이며 중앙 평원은 쌀과 과일을 재배하고 동쪽의 해안 평원은 여름 휴양지의 역할을 한다. 서쪽 산악 지역은 수력 발전을, 남부에선 고무 경작 등 어업이 이뤄지고 있다. 북부 산악지대에선 딸기와 복숭아 등을 재배한다. 태국 인구의 80%는 농업에 종사하고 있다.
태국의 서비스업은 태국 전체 GDP의 절반 정도를 차지한다고 여겨지고 있으나 그 정도는 상당히 유동적이다. 게다가 다른 국가들의 서비스업이 지속적으로 발전해나가는 한편 태국의 서비스업 비중은 여러 독특한 형태로 지속적으로 증가하고 있다. 다만 서비스 업의 특성상 남자의 비중은 지속적으로 감소하는 반면 여성의 서비스업은 증가하고 있으며, 일반적인 서비스 업종의 소득은 비슷한 반면, 주로 밤에 제공되는 유흥 업종의 서비스에 일하는 여성들의 소득은 증가하는 추세이다. 이런 추세로 인하여, 동남아의 유흥 업종의 구인 및 구직은 활발히 늘어나고 있다.

## 역사
태국은 쌀 수출로 많은 부를 흡수했으나 1960년대 이전까지 사전적 의미의 경제적인 성장을 했다고 보기는 어렵다. 두 차례의 세계대전과 이 사이의 대공황으로 다른 국가들에 비해 비교적 그 효과가 돋보였던 것으로 보인다. 1950년대부터 산업 구조적 변화가 가속화되었다.

## 같이 보기
- 태국 증권거래소

## 참고자료
- 배세영 (2017년 9월 14일). 《동아시아 경제의 이슈》.